# Ryszard Czerwiec
Ryszard Czerwiec, né le 28 février 1968 à Nowy Targ (Pologne), est un footballeur polonais, qui évoluait au poste de milieu de terrain au Zagłębie Sosnowiec, au Widzew Łódź, à l'En Avant de Guingamp, au Wisła Cracovie, au Szczakowianka Jaworzno, et au GKS Katowice ainsi qu'en équipe de Pologne.
Czerwiec ne marque aucun but lors de ses vingt-huit sélections avec l'équipe de Pologne entre 1991 et 2000.

## Carrière
- 1988-1989 : Zagłębie Sosnowiec
- 1989-1992 : Widzew Łódź
- 1996-1998 : En Avant de Guingamp
- 1998-2002 : Wisła Cracovie
- 2002-2004 : Szczakowianka Jaworzno
- 2004-2005 : GKS Katowice
- 2005-2006 : Szczakowianka Jaworzno  [2]

## Palmarès

### En équipe nationale
- 28 sélections et 0 but avec l'équipe de Pologne entre 1991 et 2000.

### Avec le Widzew Lodz
- Vainqueur du Championnat de Pologne en 1996 et 1997.
- Vainqueur de la Supercoupe de Pologne en 1996.

### Avec le Wisla Cracovie
- Vainqueur du Championnat de Pologne en 1999 et 2001.
- Vainqueur de la Coupe de Pologne en 2002.
- Vainqueur de la Coupe de la Ligue en 2001.